# 파라히푸스

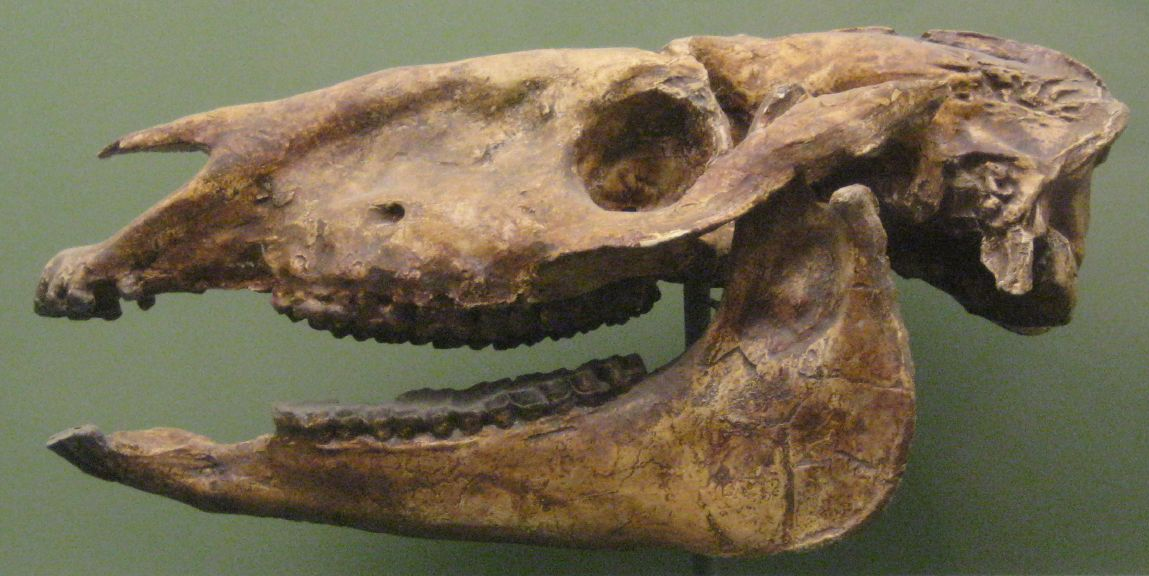

파라히푸스(Parahippus)는 유제목에 속하는 포유동물로, 신생대 제3기 마이오세 초기인 2300만년 전부터 1천7백만년 전에 살던 멸종된 말의 하나이다. 북아메리카 대륙에서 서식하였다. 발가락은 세 개였지만 가운데 발가락 뒤의 발굽이 발달했고, 발가락으로만 걷지 않고 발굽으로도 완전히 서게 되었다.

## 개요
파라히푸스는 미오히푸스의 19개의 변종 중 북아메리카 대륙에 있던 종에게서 나온 변종으로, 미오히푸스에서 진화된 다른 말들이 숲과 늪지에서 살도록 적응한 반면 파라히푸스는 초원에서 살기 적합하도록 변모해갔다. 마이오세 중반의 북아메리카 대평원은 숲이 점점 없어지고, 평원과 늪지가 조성되었다. 몸길이는 1m 안팎이었다.
파라히푸스는 세 개의 발가락을 가졌는데 그 세 번째 발가락은 강하고 큰 것이었고, 몸의 기본 무게를 실었다. 그러나 나머지 두 개의 발가락도 땅에 닿아 체중을 일부 부담하였다. 또한 발목의 뒤에는 발굽이 발달되기 시작했는데, 발가락으로만 걷지 않고 발굽으로도 완전히 서게 되었다. 몸집이 커지고, 다리는 더 길어졌으며 얼굴도 길어져 빠르게 달리는 동물로 변화하기 시작했다. 다리뼈와 근육은 관절이 회전 움직임이 거의 없이 앞뒤로만 움직이도록 발달했다.
나뭇잎을 먹는 대신 풀을 먹도록 적응해 나갔다. 이들은 풀을 효과적으로 먹기 위해 서서히 변모해갔는데, 후기의 종으로 갈수록 이빨의 돌기가 더 커지고 서로 연결되면서 능선구조로 변해 맷돌처럼 풀을 갈기에 적합한 구조로 바뀌었다. 이빨 표면이 빨리 닳으면서 이빨이 점점 더 높고 길게 자라났다. 이들은 거친 풀을 먹기 쉽게 서서히 적응해 나갔다. 또한 이전의 말들에게서 볼 수 없는 시멘트질의 흔적이 나타났다. 마모와 상처에 잘 견디기 위해 이빨에는 시멘트질이 발달하기 시작하여, 이빨이 이전의 말들보다 더 단단해졌다.
변종이 별로 없었던 이들은 서서히 다음 종인 메리키푸스로 변모해간 것으로 본다.

## 같이 보기
- 메소히푸스
- 메리키푸스
- 메가히푸스